# Marie de Köröspatak
Marie de Liechtenstein (Marie Gabriele Franciska Kálnoky de Köröspatak; Graz, 17 de julho de 1975) é a viúva do príncipe Constantino, filho mais novo do príncipe-soberano Hans-Adam II do Liechtenstein e da falecida princesa-consorte Marie.

## Casamento com o príncipe Constantino de Liechtenstein
No dia 5 de junho de 1999, a condessa Marie de Köröspatak casou-se com o príncipe Constantino de Liechtenstein (1972-2023). Eles tiveram três filhos:
- Moritz Emanuel Maria de Liechtenstein, nascido em 27 de maio de 2003, em Nova York.
- Georgina Maximiliane Tatjana Maria de Liechtenstein, nascida em 23 de julho de 2005, em Viena.
- Benedikt Ferdinand Hubertus Maria de Liechtenstein, nascido em 18 de maio de 2008, em Viena.

## Trabalho como princesa
A princesa trabalha com o Hofkellerei des Fürsten von Liechtenstein (as caves do vinho do Príncipe do Liechtenstein), ajudando a promover e a comercializar os vinhos de toda a Europa e do mundo.
Também costuma participar em alguns actos oficiais da família principesca como o Dia Nacional.